# Jaroslav Heyrovský
Jaroslav Heyrovský (Praga, 20 dicembre 1890 – Praga, 27 marzo 1967) è stato un chimico cecoslovacco.
Heyrovský fu l'inventore dell'elettrodo a goccia di mercurio ed è considerato il padre della chimica elettroanalitica. I suoi studi riguardano principalmente la voltammetria e la polarografia. Nel 1959 vinse il premio Nobel per la chimica.

## Biografia

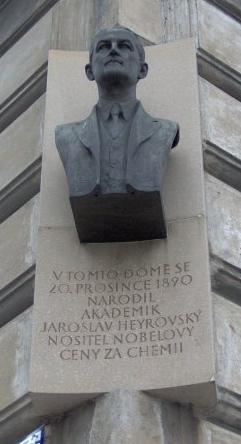
Effigie onoraria esposta a Praga

Nato a Praga nel 1890, era il quinto figlio di Leopold Heyrovský, docente di diritto romano all'Università Carolina di Praga. Nel 1909 iniziò gli studi di chimica, fisica e matematica all'università di Praga. Dal 1910 al 1914 continuò gli studi allo University College di Londra, avendo come insegnante, tra gli altri, William Ramsay. Appena laureatosi cominciò ad interessarsi particolarmente di elettrochimica.
Durante la prima guerra mondiale Heyrovský prestò servizio in un ospedale militare come chimico e radiologo, esperienza che lo spinse a continuare gli studi e a laurearsi in fisica, a Praga, nel 1918 e in scienze mediche nel 1921 a Londra.
Iniziò la sua carriera accademica come assistente all'Istituto di chimica analitica dell'università di Praga; nella stessa università divenne prima, nel 1922, professore associato e successivamente, nel 1926, professore ordinario di chimica fisica. Nello stesso anno sposò Marie Koranová, dalla quale ebbe due figli.
La metodica polarografica fu inventata da Heyrovský nel 1922, segnando la via di un'attività scientifica futura incentrata sullo sviluppo di questa nuova branca elettrochimica. Istituì una scuola cecoslovacca di polarografia e lui stesso fu in prima linea nella ricerca polarografica. Nel 1950 fu nominato direttore del nuovo Istituto di polarografia che dal 1952 divenne parte integrante dell'Accademia delle scienze cecoslovacca.
Ricevette il dottorato onorario all'Università tecnica di Dresda nel 1955, all'Università di Varsavia nel 1956, all'Università di Aix-Marseille nel 1959 e un anno dopo anche all'Università di Parigi. Fu membro onorario di diverse accademie e società scientifiche mondiali. Tenne lezioni sulla polarografia negli Stati Uniti (1933), URSS (1934), Inghilterra (1946), Svezia (1947), Repubblica Popolare Cinese (1958) e in Egitto (1960 e 1961).
Morì a Praga il 27 marzo 1967.
In suo onore sono stati nominati l'asteroide 3069 Heyrovský e il cratere Heyrovský sulla Luna.